# Soltera (canción)
«Soltera» es una canción del cantante puertorriqueño Lunay y los productores puertorriqueños Chris Jeday y Gaby Music, lanzada a través de Star Island el 21 de febrero de 2019. Una remezcla con los cantantes puertorriqueños Daddy Yankee y Bad Bunny, se lanzó el 10 de mayo de 2019. Tras el lanzamiento del remix, debutó en el número uno en España y alcanzó el número sesenta y seis en el Billboard Hot 100 de Estados Unidos.

## Antecedentes y lanzamiento
Suzy Exposito de Rolling Stone escribió que la canción trata sobre mujeres que prefieren estar solteras y que «no se enamoran». La versión remix con los cantantes puertorriqueños Daddy Yankee y Bad Bunny, incluye una muestra del coro de la canción del 2002 «Ella está soltera». Además llamó a la pista un «himno de verano delicioso y destacado».

## Rendimiento comercial
En los Estados Unidos, la versión original de «Soltera» debutó en el número cuarenta y cinco en Billboard Hot Latin Songs. Finalmente se ubicó en la tercera posición el 30 de marzo de 2019. Después del lanzamiento de la versión remix con Daddy Yankee y Bad Bunny, el sencillo alcanzó el número tres el 25 de mayo de 2019, convirtiéndose en la primera canción entre las cinco mejores de Lunay en la lista, así como la decimoctava de Daddy Yankee y la sexta de Bad Bunny. En la lista de Latin Rhythm Airplay, el remix marcó el récord de Daddy Yankee que se extendía 46.º top 10. En el Billboard Hot 100 de Estados Unidos, la versión remix debutó en el número setenta y tres en la semana que finalizó el 25 de mayo de 2019.

## Vídeo musical
Se lanzó un video musical para la canción original y para el remix, este último con Lunay, Daddy Yankee y Bad Bunny rompiendo una despedida de soltera.

## Posicionamiento en listas

### Semanales
| Listas (2019)                | Mejor posición |
| ---------------------------- | -------------- |
| Ecuador (Monitor Latino)     | 12             |
| El Salvador (Monitor Latino) | 16             |
| Italia (FIMI)                | 61             |
| España (Promusicae)          | 3              |
| Suiza (Schweizer Hitparade)  | 58             |

| Listas (2019)                         | Mejor posición |
| ------------------------------------- | -------------- |
| Argentina Hot 100 (Billboard)         | 3              |
| Chile (Monitor Latino)                | 4              |
| Colombia (Monitor Latino)             | 2              |
| España (Promusicae)                   | 1              |
| Ecuador (Monitor Latino)              | 6              |
| Billboard Hot 100                     | 66             |
| Hot Latin Songs (Billboard)           | 3              |
| Honduras (Monitor Latino)             | 5              |
| México (Monitor Latino)               | 16             |
| Nicaragua (Monitor Latino)            | 6              |
| Panamá (Monitor Latino)               | 9              |
| Paraguay (Monitor Latino)             | 2              |
| Perú (Monitor Latino)                 | 3              |
| Puerto Rico (Monitor Latino)          | 3              |
| República Dominicana (Monitor Latino) | 9              |
| Uruguay (Monitor Latino)              | 5              |